# François Raynal
Pour les articles homonymes, voir Raynal.
Pas d'image ? Cliquez ici

a Compétitions nationales et continentales officielles uniquement.

b Matchs officiels uniquement.
Dernière mise à jour le 20 avril 2025.
François Raynal, né le 16 février 1904 à Saint-Nazaire (France) et mort le 29 novembre 1994 à Provins (France), est un joueur international français de rugby à XV. Il joue avec l'USA Perpignan, le Castres olympique et le RRC Nice aux postes de troisième ligne centre et troisième ligne aile. 
Son fils, Robert Raynal, est également un joueur de rugby à XV.

## Biographie
François Raynal naît le 16 février 1904, dans le domicile familial, à Saint-Nazaire dans le département français des Pyrénées-Orientales,.
Avant la fondation de l'USA Perpignan, il joue pour les Arlequins perpignanais. Une carte postale de la saison 1926-1927 le présente ainsi dans le club. Il participe donc avec les Arlequins au Championnat de France de 1929.
En décembre 1934, il est convoqué avec Joseph Desclaux pour un match de sélection organisé par la Fédération française de rugby à Bordeaux. Par la suite, il obtient le 24 mars 1935 sa première cape internationale avec l'équipe de France, au Parc des Princes, aux côtés d'Armand Vigneau, de Maurice Celhay, de Paul Boyer, de Jean Blond et de Jacques Dorot. La même année, il ne peut participer au match d'entraînement contre le Rugby Club de Marseille car en sélection avec Joseph Desclaux à Rome. Jouant désormais pour l'USA Perpignan, il est capitaine lors de la finale du Championnat de France 1934-1935. En tant que capitaine, il est chargé de poser des gerbes devant le monument aux morts du club où figurent les noms des joueurs morts pendant la Première Guerre mondiale,.

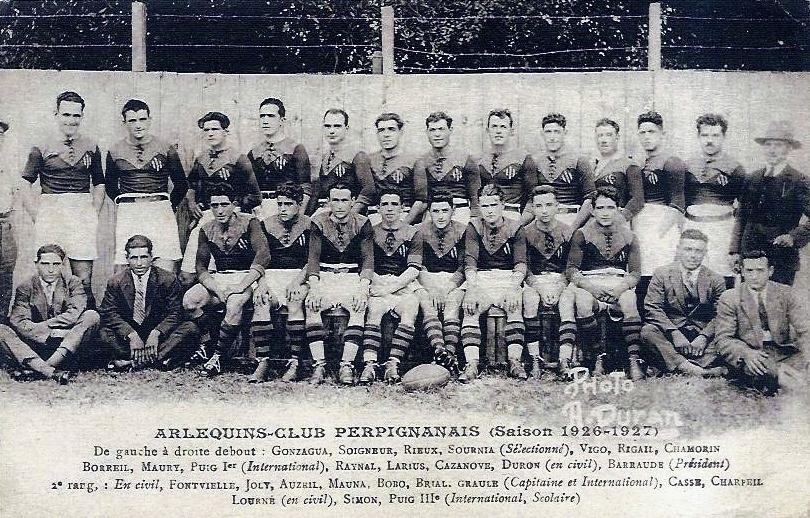
François Raynal, aux côtés de ses coéquipiers des Arlequins.

Lors de la saison 1935-1936, il marque un essai lors de la finale perdue du Challenge Yves du Manoir face à l'Aviron bayonnais. La même saison, en quart de finale du Championnat de France, il marque un essai face au CA Brive. En 1936, jouant au rugby à XV pour l'USA Perpignan, il participe à une compétition nommée Challenge de l'Amitié contre l'Aviron bayonnais. L'USA Perpignan est la même année battue par le RC Narbonne en demi-finale du championnat de France, sur le score de 3 à 0. En décembre 1936, il participe à un match contre les champions d'Allemagne en titre, le FC Schwalbe (en). François Raynal marque un essai sur une passe décisive de Gras, permettant la victoire des catalans 12 à 0. La même année, il est décrit ainsi par les journalistes du Petit Provençal « Le meilleur avant de l'U. S. A. P., un des rois de la touche, excellent dans le jeu ouvert ». 
Il participe au Tournoi FIRA 1936 contre l'Allemagne et la Roumanie. Il y marque un essai et deux transformations face à la sélection roumaine, et une transformation face à la sélection allemande. 
En mars 1937, il est considéré comme un des meilleurs joueurs du Languedoc-Roussillon. En avril 1937, il figure au tableau d'honneur national et international. En sélection du Languedoc-Roussillon, il est vainqueur de la Coupe nationale. Après le victoire en Coupe Nationale est de nouveau convoqué pour un nouveau match contre l'Équipe de France. 
Le 2 janvier 1938, Raynal participe de nouveau à la coupe nationale. Son équipe s’impose 8 à 3 face à la sélection du Centre. Lui et son collègue Gras font partie des meilleurs joueurs du match. En mars, il participe à un autre Challenge de l'Amitié contre l'Aviron bayonais.
En janvier 1940, il est de nouveau sélectionné pour représenter le Languedoc-Roussillon en vue de la coupe nationale de 1941. La sélection Languedoc-Roussillon remporte la coupe 7 à 6 face à une sélection Pyrénéenne,.
Dans les années 1940, il joue au RRC Nice, il côtoie notamment le joueur Raymond Barthès, lors de la saison 1942-1943, qui commence également ses premières fonctions d'entraîneur et est par la suite l'entraîneur de son fils Robert Raynal à l'AS Béziers.
Il devient ensuite entraîneur de son ancien club, le Castres olympique[réf. nécessaire], où joue son fils Robert comme junior.
François Raynal meurt le 29 novembre 1994 à Provins en Seine-et-Marne.

## Statistiques

### En équipe nationale
François Raynal compte 5 capes avec l'équipe de France, la première le 24 mars 1935 contre l'Allemagne lors d'un test match.
Il est capitaine de l’équipe de france[Information douteuse]. 
| Année | Compétition  | Matchs | Points | Essais | Transf. |
| ----- | ------------ | ------ | ------ | ------ | ------- |
| 1935  | Test matchs  | 1      | -      | -      | -       |
| 1936  | Test matchs  | 1      | -      | -      | -       |
| 1936  | Tournoi FIRA | 1      | 2      | -      | 1       |
| 1937  | Test matchs  | 1      | 3      | 1      | -       |
| 1937  | Tournoi FIRA | 1      | -      | -      | -       |
| Total | Total        | 5      | 5      | 1      | 1       |

### En équipe nationale non-officielle
En sélection non-officielle, il participe au Tournoi FIRA en 1935, 1936 et 1937. Le tournoi de 1936 est considéré comme le tournoi pré-olympique pour les Jeux olympiques de 1936, il y marque un essai et deux transformations face à la sélection roumaine, et une transformation face à la sélection allemande. Il participe au deux matchs de l'équipe française. L'édition de 1937 est quant à elle considérée comme le Tournoi de l'Exposition universelle. Il participe au deux matches de l'équipe française.

## Palmarès

### En club
- Vainqueur du Challenge Yves du Manoir en 1935[note 2] avec l'USA Perpignan.
- Finaliste du Championnat de France en 1935 avec l'USA Perpignan.
- Finaliste du Challenge Yves du Manoir en 1936[28], 1937 et 1938[29] avec l'USA Perpignan.

### En sélection
- Vainqueur de la Coupe nationale en 1937 avec la sélection du Languedoc-Roussillon[19]
- Vainqueur de la Coupe nationale zone Sud en 1941 avec la sélection du Languedoc-Roussillon[note 3].

### En équipe nationale
- Vainqueur du Tournoi européen FIRA en 1935, 1936[16] et 1937 avec l'équipe de France.

### Distinctions personnelles
- Récipiendaire de la médaille d'or de l'éducation physique en 1937[30]